# Papp Iván
Papp Iván (Budapest, 1918. szeptember 7. – Budapest, 1982. október 6.) festő.

## Életútja
1936 és 1941 között a Magyar Képzőművészeti Főiskolán tanult. 1941-től 1943-ig ugyanitt működött mint tanársegéd, 1943-tól Sepsiszentgyörgyön a tanítóképzőben, majd 1945 első felében pedig Ék Sándor grafikai műhelyében dolgozott. 1947-től Nagykőrösön, később pedig Mátészalkán volt tanár, az 1950-es évek első felében a budapesti Pedagógiai Főiskolán oktatott. 1955-től 1957-ig a Magyar Iparművészeti Főiskola, 1957 és 1979 között az I. István Gimnázium tanára volt. Az 1970-es évektől a soproni, zsennyei és sárospataki művésztelepeken dolgozott. Művei elsősorban akvarellek, rajzok, fa- és linómetszetek, figurális tanulmányok, városlátképek és tájképek. Emellett könyvillusztrációkat is készített. A Szent István Gimnázium számára 1974-ben mozaikot készített. A budapesti pedagógusok képzőművész stúdiójának tagja volt.

## Díjak, elismerések
- 1940: Székely Bertalan-díj.

## Egyéni kiállítások
- 1962, 1966 • I. István Gimnázium, Budapest

## Válogatott csoportos kiállítások
- 1940 • Mozgástanulmányok kiállítás, Magyar Képzőművészeti Főiskola, Budapest
- 1941 • Magyar Egyházművészeti kiállítás, Nemzeti Szalon, Budapest
- 1953 • Plakátművészeti kiállítás, Ernst Múzeum, Budapest
- 1954 • Kisplasztikai és grafikai kiállítás, Ernst Múzeum, Budapest
- 1957 • Tavaszi Tárlat, Műcsarnok, Budapest
- 1959 • Pedagógus képzőművészek, Ernst Múzeum, Budapest
- 1961 • Pedagógusművészek országos grafikai kiállítása, Fáklya Klub, Budapest
- 1965 • IV. Országos pedagógus képzőművészeti kiállítás, Fáklya Klub, Budapest.